# Soings-en-Sologne
Soings-en-Sologne település Franciaországban, Loir-et-Cher megyében. Lakosainak száma 1570 fő (2022. január 1.). Soings-en-Sologne Chémery, Fontaines-en-Sologne, Mur-de-Sologne, Rougeou, Sassay és Le Controis-en-Sologne községekkel határos.

## Népesség
A település népessége az elmúlt években az alábbi módon változott:
| Lakosok száma | 1324 | 1259 | 1289 | 1463 | 1610 | 1614 | 1614 | 1620 | 1618 | 1570 |
|               | 1968 | 1982 | 1990 | 2006 | 2013 | 2015 | 2017 | 2019 | 2020 | 2022 |